# Mesopithecus pentelicus
Mesopithecus pentelicus és una espècie extinta de mico del Vell Món del gènere dels mesopitecs.